# 中田西
中田西（なかたにし）は神奈川県横浜市泉区の町名。現行行政地名は中田西一丁目から中田西四丁目。住居表示実施済み区域。

## 地理
泉区の南東部に位置し、東に中田南、西に和泉中央南と和泉が丘、北に中田北、南に中田町と接している。

### 地価
住宅地の地価は、2025年（令和7年）1月1日の公示地価によれば、中田西3-34-11の地点で19万2000円/m²となっている

## 歴史

### 沿革
- 1996年（平成8年）10月21日 - 住居表示の実施（泉区中田・岡津第二次地区）[6]に伴い、和泉町、中田町の各一部から、中田西一丁目〜四丁目を新設する[7]。

### 町名の変遷
| 実施後       | 実施年月日                | 実施前（各町名ともその一部） |
| ------------ | ------------------------- | ---------------------------- |
| 中田西一丁目 | 1996年（平成8年）10月21日 | 中田町の一部                 |
| 中田西二丁目 | 1996年（平成8年）10月21日 | 中田町の一部                 |
| 中田西三丁目 | 1996年（平成8年）10月21日 | 和泉町、中田町の各一部       |
| 中田西四丁目 | 1996年（平成8年）10月21日 | 中田町の一部                 |

## 世帯数と人口
2025年（令和7年）6月30日現在（横浜市発表）の世帯数と人口は以下の通りである。
| 丁目         | 世帯数    | 人口    |
| ------------ | --------- | ------- |
| 中田西一丁目 | 762世帯   | 1,502人 |
| 中田西二丁目 | 802世帯   | 1,850人 |
| 中田西三丁目 | 689世帯   | 1,495人 |
| 中田西四丁目 | 772世帯   | 1,696人 |
| 計           | 3,025世帯 | 6,543人 |

### 人口の変遷
国勢調査による人口の推移。
| 年                 | 人口  |
| ------------------ | ----- |
| 2000年（平成12年） | 5,425 |
| 2005年（平成17年） | 5,713 |
| 2010年（平成22年） | 6,005 |
| 2015年（平成27年） | 6,278 |
| 2020年（令和2年）  | 6,477 |

### 世帯数の変遷
国勢調査による世帯数の推移。
| 年                 | 世帯数 |
| ------------------ | ------ |
| 2000年（平成12年） | 1,859  |
| 2005年（平成17年） | 2,117  |
| 2010年（平成22年） | 2,319  |
| 2015年（平成27年） | 2,526  |
| 2020年（令和2年）  | 2,739  |

## 学区
市立小・中学校に通う場合、学区は以下の通りとなる（2024年11月時点）。
| 丁目         | 番地                             | 小学校             | 中学校             |
| ------------ | -------------------------------- | ------------------ | ------------------ |
| 中田西一丁目 | 全域                             | 横浜市立中田小学校 | 横浜市立中田中学校 |
| 中田西二丁目 | 1〜25番 33番1〜24号 33番30〜50号 | 横浜市立中田小学校 | 横浜市立中田中学校 |
| 中田西二丁目 | 26〜32番 33番25〜29号            | 横浜市立葛野小学校 | 横浜市立汲沢中学校 |
| 中田西三丁目 | 全域                             | 横浜市立中田小学校 | 横浜市立中田中学校 |
| 中田西四丁目 | 全域                             | 横浜市立葛野小学校 | 横浜市立汲沢中学校 |

## 事業所
2021年（令和3年）現在の経済センサス調査による事業所数と従業員数は以下の通りである。
| 丁目         | 事業所数  | 従業員数 |
| ------------ | --------- | -------- |
| 中田西一丁目 | 110事業所 | 1,693人  |
| 中田西二丁目 | 50事業所  | 408人    |
| 中田西三丁目 | 46事業所  | 270人    |
| 中田西四丁目 | 41事業所  | 231人    |
| 計           | 247事業所 | 2,602人  |

### 事業者数の変遷
経済センサスによる事業所数の推移。
| 年                 | 事業者数 |
| ------------------ | -------- |
| 2016年（平成28年） | 229      |
| 2021年（令和3年）  | 247      |

### 従業員数の変遷
経済センサスによる従業員数の推移。
| 年                 | 従業員数 |
| ------------------ | -------- |
| 2016年（平成28年） | 2,584    |
| 2021年（令和3年）  | 2,602    |

## 交通
- 横浜市営地下鉄ブルーライン（1号線）
  - 立場駅

## 施設
- イトーヨーカドー 立場店

## その他

### 日本郵便
- 郵便番号 : 245-0015[3]（集配局：横浜泉郵便局[16]）

### 警察
町内の警察の管轄区域は以下の通りである。
| 町丁         | 番・番地等 | 警察署   | 交番・駐在所 |
| ------------ | ---------- | -------- | ------------ |
| 中田西一丁目 | 全域       | 泉警察署 | 中田交番     |
| 中田西二丁目 | 全域       | 泉警察署 | 中田交番     |
| 中田西三丁目 | 全域       | 泉警察署 | 中田交番     |
| 中田西四丁目 | 全域       | 泉警察署 | 中田交番     |